# Alfred Lindley
Alfred Damon "Al" Lindley (ur. 20 stycznia 1904 w Minneapolis, zm. 22 lutego 1951 w Paxton) – amerykański wioślarz, prawnik, oficer i wspinacz, złoty medalista olimpijski.
Wystąpił na igrzyskach olimpijskich w Paryżu w 1924, gdzie reprezentanci Stanów Zjednoczonych w składzie: Leonard Carpenter, Howard Kingsbury, Alfred Lindley, John Miller, James Rockefeller, Frederick Sheffield, Benjamin Spock, Alfred Wilson i Laurence Stoddard (sternik) zdobyli złoty medal w ósemkach. W finale o ponad 15 sekund wyprzedzili drugich na mecie Kanadyjczyków. Był to jego jedyny start olimpijski.
W trakcie II wojny światowej wstąpił do US Navy, służąc między innymi na USS Hornet (CV-12). Ze służby odszedł w stopniu komandora porucznika.
Kształcił się na Uniwersytecie Yale. Z zawodu był prawnikiem. 
Lindley zajmował się także wspinaczką górską i skialpinizmem. Wspinał się między innymi w Alpach i Górach Skalistych. W wieku 16 lat zdobył Jungfrau, a w wieku 28 lat zdobył oba szczyty Mount McKinley.
Zginął w 1951 w katastrofie prywatnego samolotu, pilotowanego przez jego przyjaciela.